# Distretto di Sangrur
Il distretto di Sangrur è un distretto del Punjab, in India, di 1 998 464 abitanti. È situato nella divisione di Patiala e il suo capoluogo è Sangrur.